# Municipio de Pine Creek (condado de Jefferson)
El municipio de Pine Creek (en inglés: Pine Creek Township) es un municipio ubicado en el condado de Jefferson en el estado estadounidense de Pensilvania. En el año 2000 tenía una población de 1.369 habitantes y una densidad poblacional de 18.5 personas por km².

## Geografía
El municipio de Pine Creek se encuentra ubicado en las coordenadas 41°07′00″N 79°58′59″O / 41.11667, -79.98306.

## Demografía
Según la Oficina del Censo en 2000 los ingresos medios por hogar en la localidad eran de $32,574 y los ingresos medios por familia eran de $37,891. Los hombres tenían unos ingresos medios de $28,269 frente a los $21,169 para las mujeres. La renta per cápita de la localidad era de $15,426. Alrededor del 10,2% de la población estaba por debajo del umbral de pobreza.